# Hřib Moserův
Hřib Moserův (Rubroboletus rubrosanguineus (Cheype) Kuan Zhao et Zhu L. Yang, 2014) je velmi vzácná jedovatá houba z čeledi hřibovitých. Dříve byla řazena do sekce Luridi rodu Boletus. Podobá se hřibu satanu či hřibu Le Galové, od nichž se liší především výskytem pod jehličnany ve vyšších polohách. Pojmenován byl po rakouském mykologovi Meinhardu Michaelu Moserovi (1924–2002).

## Synonyma
- Boletus moseri Hlaváček
- Boletus satanoides Smotlacha ss. Moser 1967[1]
- Boletus splendidus C. Martin subsp. moseri Singer et Kuthan[2] 1976
- Boletus rubrosanguineus Cheype[2] 1983
- Boletus rubrosanguineus (Walty) ex Cheype[3]

## Taxonomie
Počátky taxonomické klasifikace hřibu Moserova souvisejí s taxonem hřib satanovitý. Ten popsal roku 1920 (a popis rozšířil r. 1952) český mykolog František Smotlacha jakožto druh, který existuje v několika formách (jež byly ostatními mykology chápané jako samostatné druhy). Krom jiných uváděl Smotlacha formu, která preferuje vápenitý podklad a vyskytuje se pod listnatými i jehličnatými stromy. Tuto později mykologové vyčlenili jako samostatný druh, který dále rozdělili na dva poddruhy: Albert Pilát popsal s listnáči svázaný hřib Le Galové (Boletus splendidus Martin subsp. splendidus syn. Boletus le-galiae (Pilát) Pilát) – Rolf Singer a Jan Kuthan popsali pod jehličnany rostoucí hřib Moserův (Boletus splendidus subsp. moseri Singer et Kuthan syn. Boletus satanoides Smotlacha ss. Moser 1967). V současnosti jsou oba chápány jako samostatné druhy; tento článek se věnuje hřibu Moserově, který se vyskytuje ve vyšších polohách pod jehličnany. V roce 2014 byl na základě biomolekulárních analýz přesunut do nově vymezeného rodu Rubroboletus.

## Vzhled

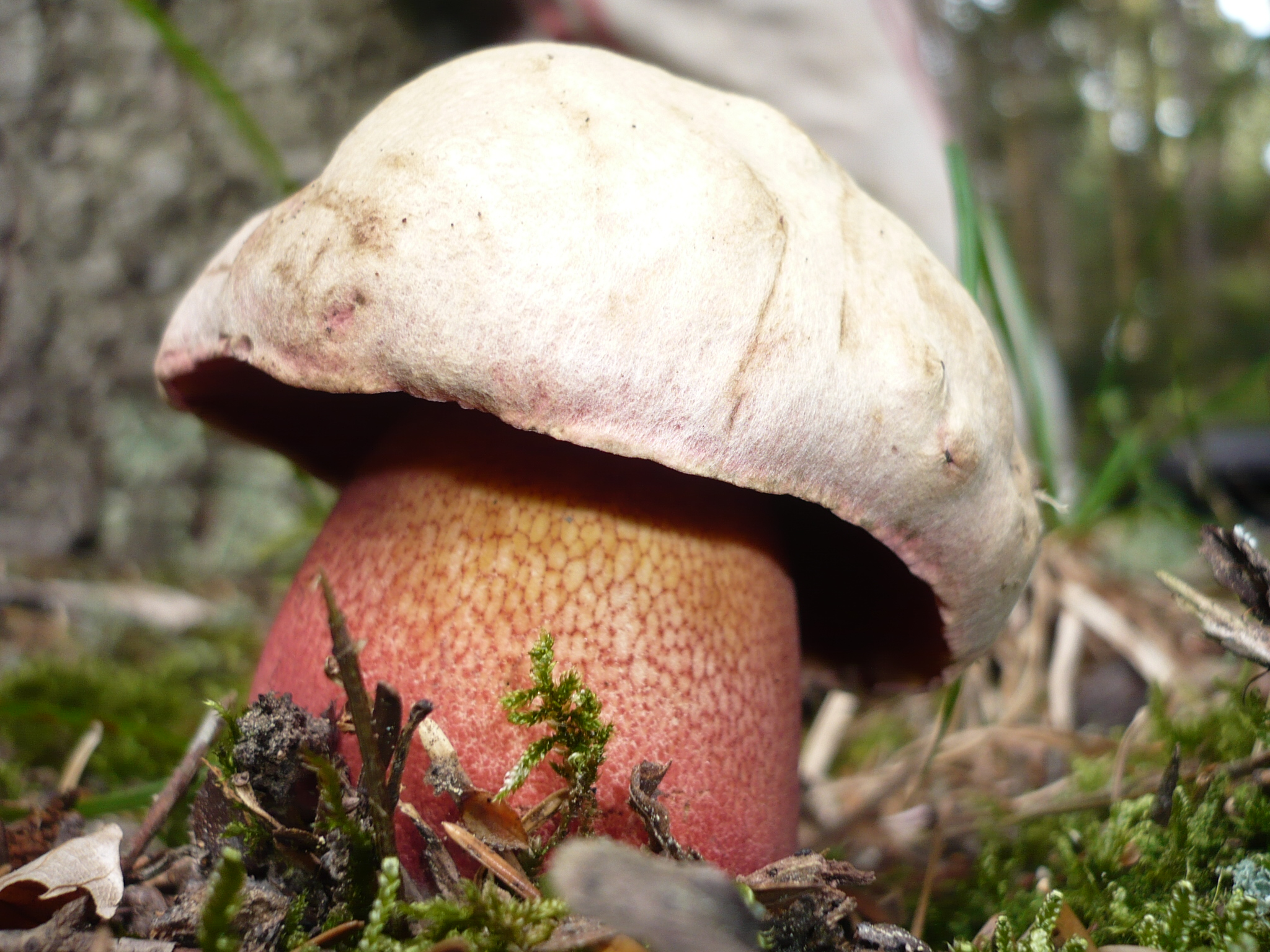
Hřib Moserův, Rakousko, východní Alpy

### Makroskopický
Klobouk dosahuje 50–150 milimetrů, nejprve má polokulovitý, později klenutý tvar. V mládí je světle šedý a bledě šedookrový. Stářím se u okrajů objevují růžové až červenavé odstíny, ve stáří může být růžový až krvavě červený. Povrch je nejprve plstnatý, později bývá lysý. Ve střední části může být pokožka mírně rozpraskaná. Pod povrchovou vrstvou je (na řezu) patrná červená vrstvička dužiny. Otlačená místa hnědnou.
Rourky jsou 5–8 (15) milimetrů dlouhé, v mládí žluté, v dospělosti se špinavě žlutoolivovým odstínem. Póry mají zpočátku žluté, později červené zbarvení. Otlaky poměrně silně modrají.
Třeň má soudkovitě břichatý až kyjovitý tvar. Je karmínově až krvavě červený, především horní část je zdobena síťkou, která může v některých případech zdobit celý povrch třeně. Otlaky modrají.
Dužnina má světle žluté zbarvení, na řezu modrá. V bazální části je často červená. Chuť i vůně jsou nenápadné, mírně houbové. Hřib Moserův je některými autory považován za nejedlý, jinými za jedovatý (podobně jako většina druhů z okruhu hřibu satana, nachového a Le Galové)

### Mikroskopický
Povrch klobouku kryjí trichodermové vláknité hyfy, které postupně kolabují. Výtrusy dosahují (11) 12–14,5 (15) × (4,5) 5–5,5 (6) μm, jsou hladké, téměř vřetenovité až elipsoidně vřetenovité, patrná je mělká suprahilární deprese. Výtrusný prach je žlutoolivový.

## Výskyt
Podobně jako blízce příbuzné druhy (hřib Le Galové, hřib satan, hřib nachový atp.) preferuje vápenité, případně jiné bazické podloží. Liší se však vazbou na mykorhizní symbionty – neroste pod listnáči, ale pod jehličnany, především smrky a jedlemi ve vyšších polohách.

## Rozšíření
Hřib Moserův se vyskytuje v Evropě, popsán je z České republiky, Německa a Rakouska.
V rámci chráněných území České republiky byly publikovány nálezy mimo jiné z následujících lokalit:
- CHKO Beskydy[3]

## Záměna
- hřib koloděj (Suillellus luridus) – výraznější síťka na třeni se žlutými oky, chybí karmínové tóny
- hřib kříšť (Caloboletus calopus) – žluté póry, hořká dužnina
- hřib nachový (Rubroboletus rhodoxanthus) – odlišné stanoviště (nížiny, pod listnáči), výraznější síťka
- hřib satan (Rubroboletus satans) – odlišné stanoviště (nížiny, pod listnáči)
- hřib Le Galové (Rubroboletus legaliae) – odlišné stanoviště (nížiny, pod listnáči), tenčí hyfy pokožky klobouku[6]
- hřib satanovitý (Boletus satanoides) – odlišné stanoviště (nížiny, pod listnáči)

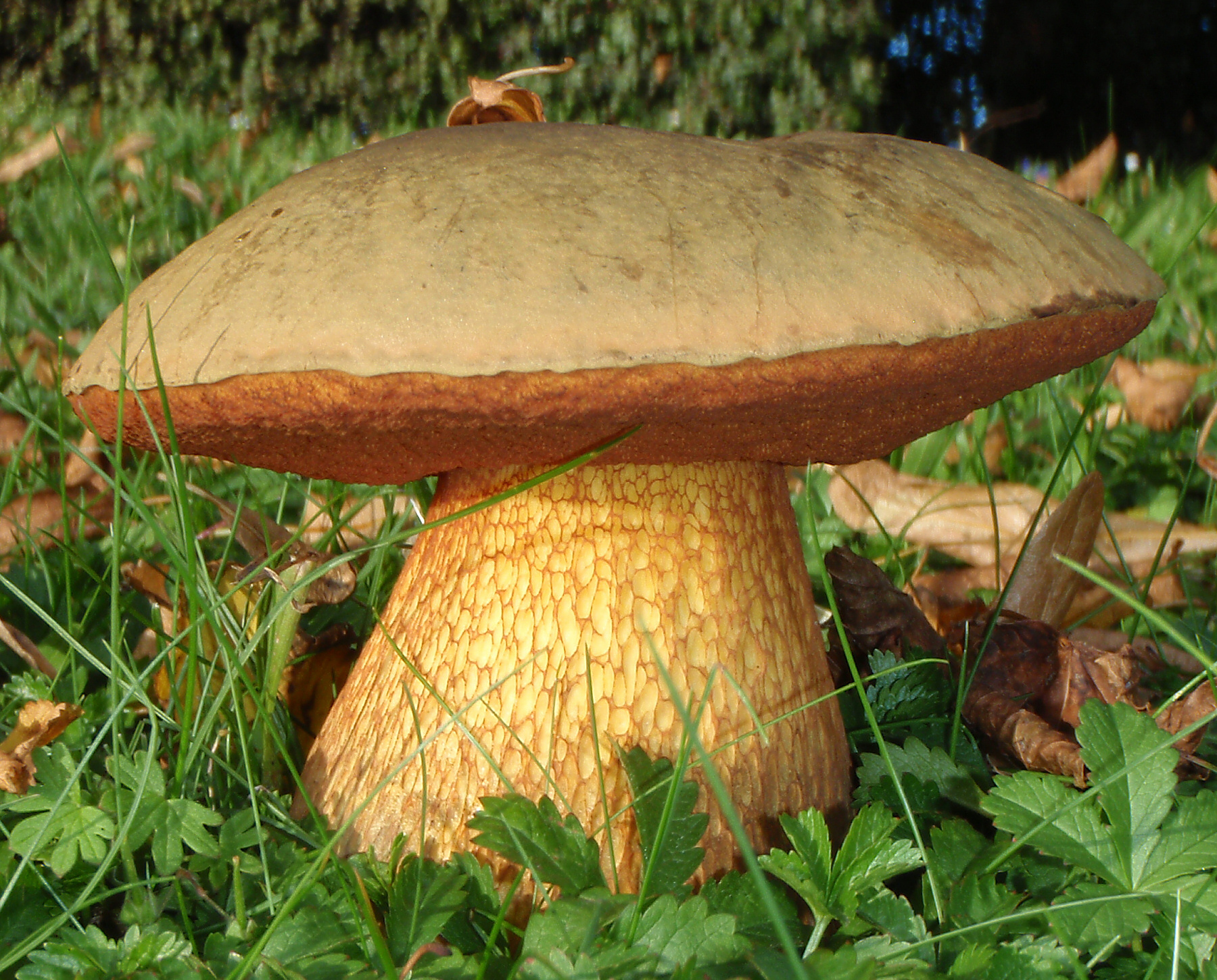
hřib koloděj
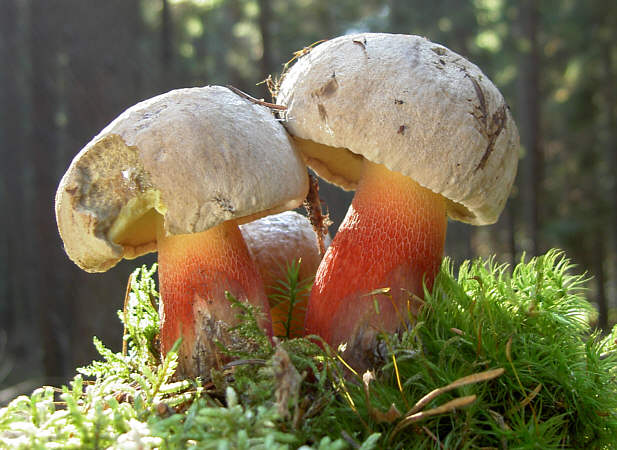
hřib kříšť
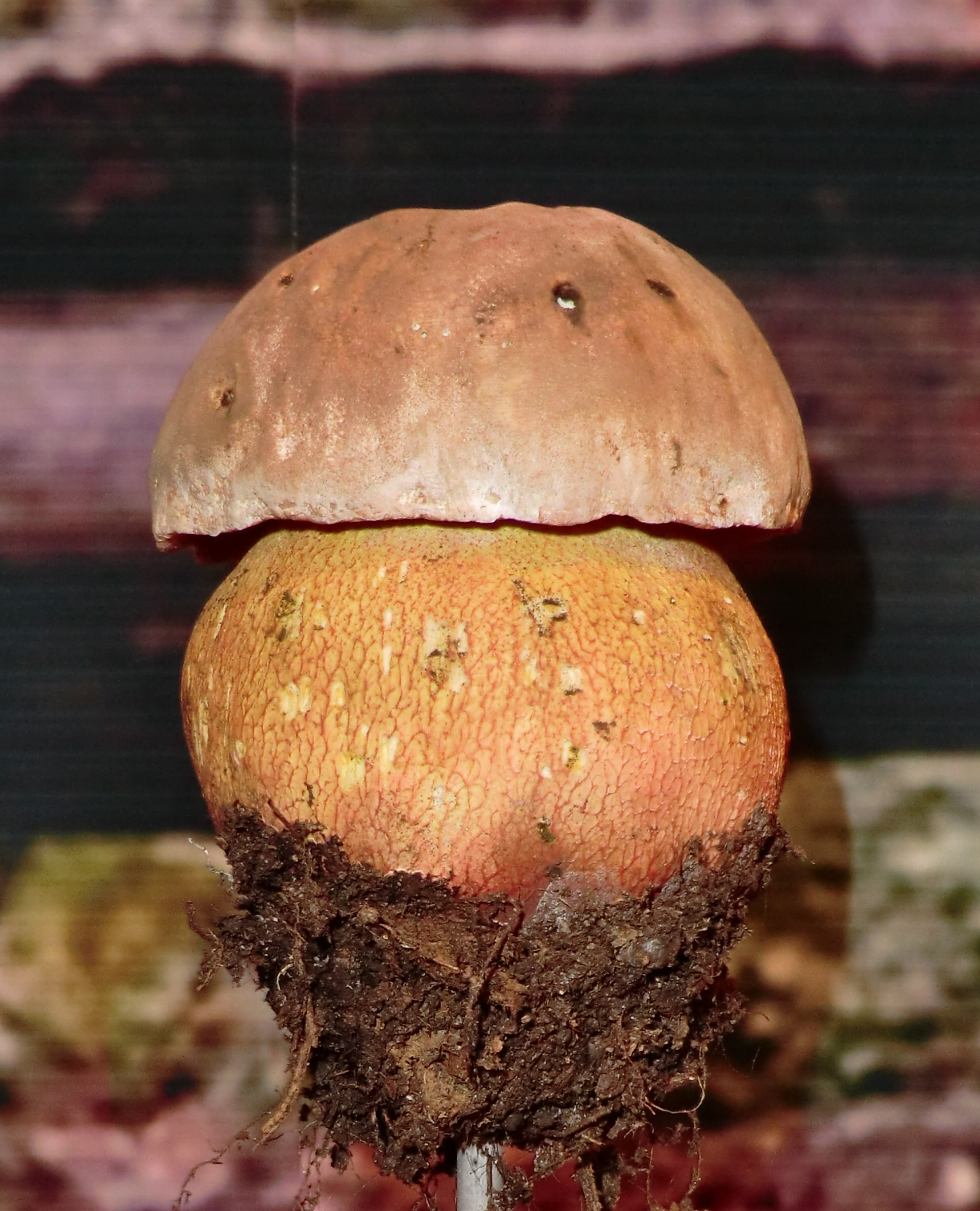
hřib nachový
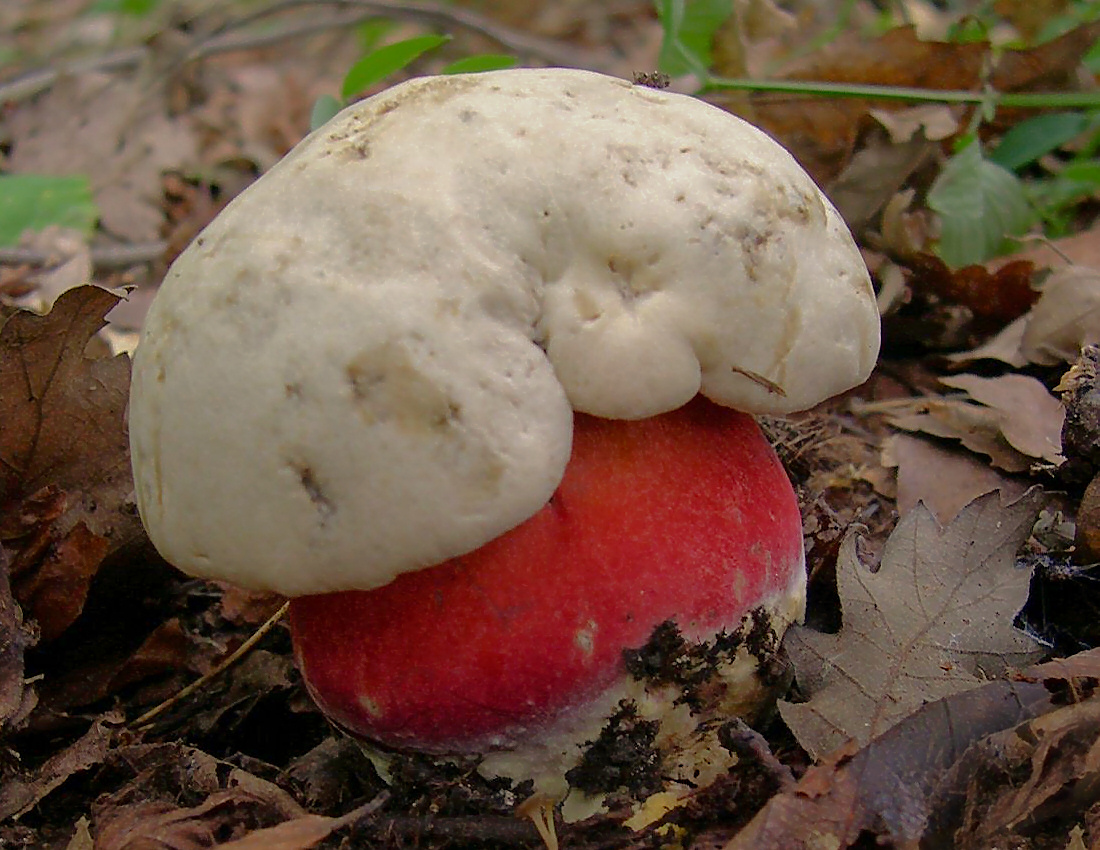
hřib satan
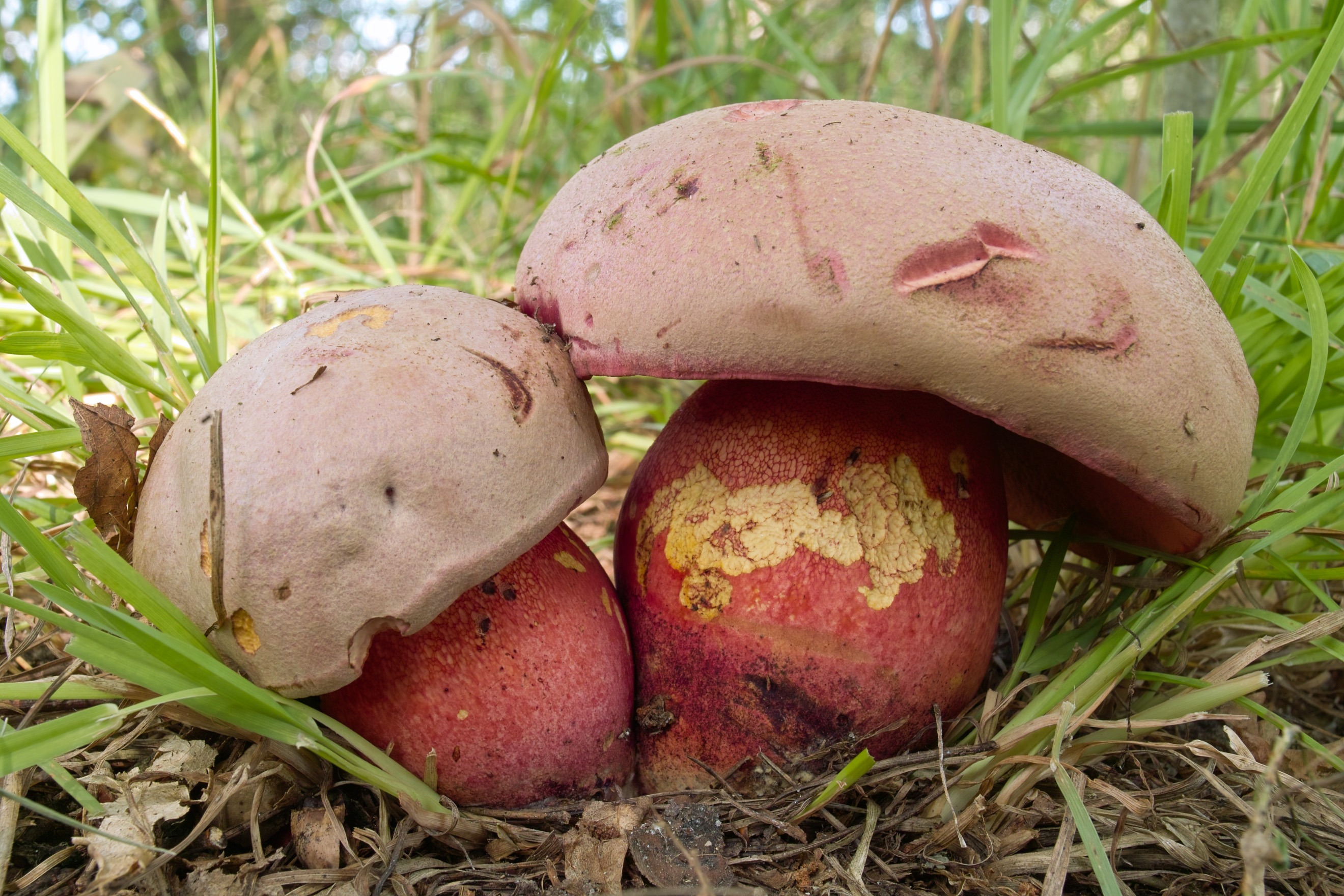
hřib Le Galové

## Ochrana
Hřib Moserův je velmi vzácná houba vedená v Červeném seznamu hub České republiky jako kriticky ohrožený druh (CR). Nálezy by proto měly být evidovány a dokladovány. Mapování taxonu v České republice